# トリオキシダン
トリオキシダン (英: trioxidane) または三酸化水素 (英: hydrogen trioxide)、三酸化二水素 (英: dihydrogen trioxide) は、化学式が H2O3 または HOOOH と表される不安定な分子である。これは水素のポリ酸化物の1つである。トリオキシダンは水溶液中で水と一重項酸素に分解する。
この逆反応である水への一重項酸素の付加は、一般に一重項酸素不足のためほとんど起こらない。しかし、生体によって一重項酸素からオゾンが生成されることが知られており、抗体触媒による一重項酸素からのトリオキシダンの生成が推測されている。

## 合成
トリオキシダンはオゾンと過酸化水素の反応によって、あるいは水の電気分解によって少量だが検出可能な量を得ることができる。より大きな量は、低温での様々な有機溶媒中における有機還元剤とオゾンの反応によって得られる。また、有機ヒドロトリオキシド ROOOH の分解によっても得られる。
オゾンと過酸化水素の反応は“ペルオキソンプロセス”として知られる。この混合物は、有機化合物で汚染された地下水を処理するためにしばらくの間使用された。この反応では H2O5 が生成する。

## 構造
分光分析によって、トリオキシダンの O-O 結合長は過酸化水素のものより短く、歪んだ直線形の構造 H-O-O-O-H を持っていることが示された。多様な二量体や三量体が存在するとされている。トリオキシダンは H+ と OOOH- に電離し、過酸化水素よりわずかに酸性が強い。

## 反応
トリオキシダンは、室温の有機溶媒中では半減期約16分、水溶液中では半減期数ミリ秒で容易に水と一重項酸素に分解する。有機スルフィドと反応してスルホキシドを与えるが、他の反応についてはほとんど知られていない。
最近の研究によって、トリオキシダンはよく知られたオゾン/過酸化水素混合物の抗菌特性に関して、信頼できる有効成分であると確認された。これら2つの化合物は生体内にも存在しているため、人体の免疫システムがバクテリアを攻撃する際の強力なオキシダントとしてトリオキシダンを生成することができるとされている。生物組織中でのトリオキシダン源は、免疫細胞によって作られる一重項酸素と水の反応である。この反応はもちろん濃度によっていずれかの方向に進む。
2005年、トリオキシダンは超音速ジェット中におけるマイクロ波分光法によって検出された。この分子は過酸化水素の O-O 結合長146.4 pmと比較して短い結合長142.8 pmをもち、トランス配座をとっている。計算化学によると、さらに多くの鎖状酸素分子あるいは水素ポリ酸化物が存在し、低温のガス中では無限酸素鎖さえ存在すると予測されている。この分光学的証拠によって、このようなタイプの分子についての星間空間における調査を行うことができる。